# Gustav Albrecht (Verleger)
Gustav Albrecht (* 20. Dezember 1890 in Berlin; † 1947) war Direktor des deutschen Nachrichtenbüros (DNB) und Verlagsdirektor.

## Karriere
Gustav wurde als unehelicher Sohn von Theodor Reismann-Grone geboren. Als Vater gab er später Gustav Albrecht an. Er studierte Jura und Geschichte  in Heidelberg, München, Gießen und Berlin. 1912 Promotion in Gießen. 1914 wurde er politischer Redakteur der "Rheinisch-Westfälischen Zeitung" in Essen, von 1915 bis 1918 war er Hauptschriftleiter der "Post" in Berlin. Von 1918 bis 1930 arbeitete er bei der national-konservativen Wirtschaftszeitung seines Vaters Rheinisch-Westfälische Zeitung in Essen als Verlagsleiter und Chefredakteur.
Er wird ab 15. Mai 1933 im Auftrag des Propagandaministeriums Verlagsdirektor des vormals jüdischen WTB (Wolffs Telegraphisches Bureau).
Von 1939 bis 1945 war er Direktor des deutschen Nachrichtenbüros (DNB).